# Thủy điện Nậm Mở
Thủy điện Nậm Mở là nhóm thủy điện xây dựng trên dòng Nậm Mở tại vùng đất xã Khoen On huyện Than Uyên tỉnh Lai Châu, Việt Nam .
Thủy điện Nậm Mở có 3 bậc, tổng công suất lắp máy 32 MW, khởi công tháng 9/2010 hoàn thành tháng 12/2013 
Thủy điện Nậm Mở 2 có công suất lắp máy 12 MW với 2 tổ máy, xây dựng tại bản Mùi xã Khoen On, sản lượng điện trung bình hàng năm khoảng 48,85 triệu kWh, khởi công tháng  12/2010 .
Thủy điện Nậm Mở 3 có công suất lắp máy 10 MW  với 2 tổ máy, sản lượng điện hàng năm 40 triệu KWh, khởi công năm 2007, hoàn thành năm 2009..

## Nậm Mở
Nậm Mở (Nậm Mó) là phụ lưu cấp 1 của Nậm Mu, phụ lưu cấp 2 của sông Đà .
Sông khởi nguồn từ các suối nhỏ ở phần đông xã Lao Chải 21°47′38″B 104°04′16″Đ / 21,793803°B 104,071169°Đ huyện Mù Cang Chải, Yên Bái. Sông chảy về hướng tây, qua các xã Mường Kim và Khoen On huyện Than Uyên, Lai Châu thì đổi hướng tây nam.
Tại bản Mở (bên dưới bản On) xã Khoen On thì Nậm Mở đổ vào Nậm Mu bên bờ trái 21°43′27″B 103°51′00″Đ / 21,724179°B 103,849978°Đ. Cửa sông nay đã ở hồ nước của thủy điện Huội Quảng.